# Raoul Furlano
Raoul I. Furlano (* 14. November 1963) ist ein Schweizer Arzt und Politiker (LDP).

## Leben
Furlano wuchs in Basel auf, studierte Humanmedizin an der Universität Basel und spezialisierte sich in Boston und London. Er arbeitet als Facharzt FMH für Kinder- und Jugendmedizin, Spezialarzt für Pädiatrische Gastroenterologie, Hepatologie und Ernährung FMH. Er ist Privatdozent und leitet im Universitäts-Kinderspital beider Basel die Abteilung für Magen-Darm-Erkrankungen bei Kindern.
Am 1. Februar 2014 wurde Furlano in den Basler Grossrat gewählt; dort ist er in der Gesundheits- und Sozialkommission. Zudem ist er Bürgergemeinderat Basel-Stadt und Meister E.E. Zunft zum Goldenen Stern.
Er ist verheiratet und Vater von zwei Söhnen.